# (5709) Tamyeunleung
(5709) Tamyeunleung es un asteroide perteneciente al cinturón de asteroides descubierto el 12 de octubre de 1977 por el equipo del Observatorio de la Montaña Púrpura desde el Observatorio de la Montaña Púrpura, Nankín (China).

## Designación y nombre
Designado provisionalmente como 1977 TS3. Fue nombrado Tamyeunleung en homenaje a Fong Tamyeunleung, una dama muy respetada en China. Junto con su esposo, Fong Yunwah, se ha dedicado durante mucho tiempo a la caridad para ayudar a mujeres, niños y personas discapacitadas.

## Características orbitales
Tamyeunleung está situado a una distancia media del Sol de 3,091 ua, pudiendo alejarse hasta 3,849 ua y acercarse hasta 2,332 ua. Su excentricidad es 0,245 y la inclinación orbital 4,199 grados. Emplea 1985,28 días en completar una órbita alrededor del Sol.

## Características físicas
La magnitud absoluta de Tamyeunleung es 12,3. Tiene 18,36 km de diámetro y su albedo se estima en 0,0831. 